# Wiktor Juszczenko

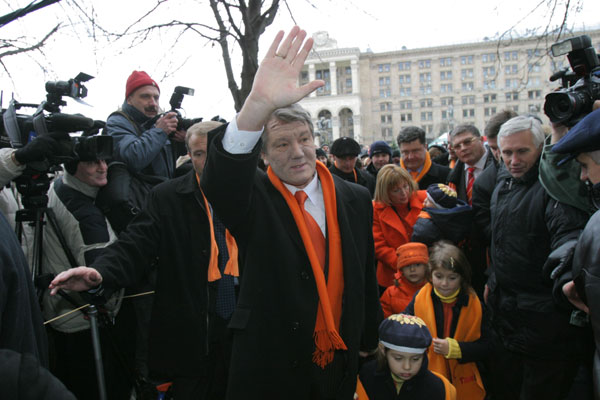
Wiktor Juszczenko podczas pomarańczowej rewolucji w 2004

Wiktor Andrijowycz Juszczenko, ukr. Віктор Андрійович Ющенко (ur. 23 lutego 1954 w Chorużiwce) – ukraiński ekonomista, polityk, w latach 1993–1999 prezes Narodowego Banku Ukrainy, w latach 1999–2001 premier Ukrainy, w latach 2005–2010 prezydent Ukrainy.

## Życiorys

### Rodzina
Jego matka Barbara (1918–2005) pracowała jako nauczyciel fizyki i matematyki. Ojciec Andrij (1919–1992) był żołnierzem Armii Czerwonej, dostał się do niewoli niemieckiej, przeżył w niewoli do wyzwolenia. Po wojnie pracował jako nauczyciel angielskiego.
Jest mężem Kateryny, Ukrainki urodzonej w Chicago, która pracowała m.in. w Białym Domu i w Departamencie Stanu USA, przewodniczącej organów różnych fundacji charytatywnych. Jego starszy brat Petro zajął się biznesem, sprawował też mandat poselski do Rady Najwyższej.

### Działalność zawodowa i polityczna do 2004
W 1975 ukończył studia w instytucie ekonomicznym w Tarnopolu. Pracował krótko jako zastępca głównego księgowego w kołchozie w obwodzie iwanofrankowskim, po czym odbył służbę wojskową. Od 1977 do 1991 był działaczem Komunistycznej Partii Związku Radzieckiego. Od 1976 zatrudniony w Banku Państwowym ZSRR, m.in. jako kierownik oddziału. Od 1985 członek kierownictwa banku rolno-przemysłowego z siedzibą w Kijowie, po jego komercjalizacji w 1990 objął stanowisko wiceprezesa zarządu.
W 1993 został prezesem Narodowego Banku Ukrainy. W 1996 uczestniczył we wprowadzeniu ukraińskiej waluty (hrywny). Działał w tym czasie w Partii Ludowo-Demokratycznej.
W grudniu 1999 objął stanowisko premiera kraju. W kwietniu 2001 został zmuszony do podania się do dymisji przez koalicję komunistów i ukraińskich oligarchów. W styczniu 2002 objął przywództwo utworzonej przez kilka centroprawicowych ugrupowań koalicji pod nazwą Blok Nasza Ukraina (właściwie Wyborczy Blok Wiktora Juszczenki Nasza Ukraina), który wygrał wybory parlamentarne w tym samym roku (Wiktor Juszczenko został deputowanym), jednak z uwagi na układ sił w Radzie Najwyższej pozostał w opozycji.

### Wybory prezydenckie i prezydentura
W 2004 był jednym z dwóch głównych kandydatów w wyborach prezydenckich. Przed pierwszą turą uzyskał poparcie m.in. ugrupowań wchodzących w skład Naszej Ukrainy (Ukraińska Partia Ludowa, Ludowy Ruch Ukrainy, Reformy i Porządek, Partia Solidarność, Kongres Ukraińskich Nacjonalistów) i Bloku Julii Tymoszenko. Jego głównym konkurentem stał się premier Wiktor Janukowycz, wyznaczony przez ówczesnego prezydenta Łeonida Kuczmę na swojego następcę. Ukraińska opozycja obawiała się, że wyniki wyborów zostaną sfałszowane przez obecne władze, na co wskazywały liczne nieprawidłowości podczas kampanii wyborczej, w tym likwidowanie niezależnych mediów, tolerowanie chuligańskich ataków na zwolenników Wiktora Juszczenki oraz możliwa próba otrucia kandydata.
Według Michaela Zimpfera z austriackiego szpitala Rudolfinerhaus przeprowadzone badania dowiodły, że pogorszenie stanu zdrowia byłego premiera nastąpiło z powodu bardzo wysokiej koncentracji dioksyny (TCDD). Tę teorię sugerował poprzednio John Henry, toksykolog z londyńskiego szpitala St. Mary’s Hospital, opierając się na widocznych zmianach skórnych, będących charakterystycznym objawem zatrucia dioksyną. Inne teorie, zakładające ostrą postać infekcji wirusowej, zostały obalone. 11 grudnia 2004 wiedeńscy lekarze potwierdzili dioksynowe zatrucie i stwierdzili, że ich stężenie w organizmie Wiktora Juszczenki przekraczało tysiąc razy zwyczajną wartość. Prezydent Ukrainy Łeonid Kuczma odwołał wówczas zastępcę SBU Wołodymyra Saciuka, który – podejrzewany o organizację próby otrucia – złożył mandat deputowanego i wycofał się z działalności publicznej.
Według oficjalnych wyników, ogłoszonych z dużym opóźnieniem, Wiktor Juszczenko wygrał pierwszą turę wyborów zdobywając 39,87% głosów (przy 39,32% uzyskanych przez Wiktora Janukowycza). Na jego stronę przeszły wówczas ugrupowania kierowane przez byłego premiera Anatolija Kinacha, socjalistę Ołeksandra Moroza i mera Kijowa Ołeksandra Omelczenkę.
W drugiej turze wyborów 21 listopada 2004 według oficjalnych danych Wiktor Juszczenko uzyskał 46,61% poparcia, przegrywając z Wiktorem Janukowyczem (49,46%). Zarówno jego zwolennicy, jak i zagraniczni obserwatorzy, nie uznali tych wyborów za demokratyczne, podejrzewając ukraińskie władze (w tym zwłaszcza przewodniczącego centralnej komisji wyborczej Serhija Kiwałowa) o fałszerstwo na szeroką skalę. Od 22 listopada 2004 setki tysięcy Ukraińców w Kijowie oraz w całym kraju protestowało przeciwko manipulacjom władz, w akcji nazwanej pomarańczową rewolucją. W rezultacie masowych wystąpień i wsparcia zagranicy Najwyższy Sąd Ukrainy unieważnił wyniki wyborów jako sfałszowanych i nakazał powtórzenie ich drugiej tury. Tym razem zwycięzcą został Wiktor Juszczenko, zdobywając 51,99% głosów, podczas gdy premier Wiktor Janukowycz uzyskał 44,20% głosów.
Wiktor Juszczenko został zaprzysiężony na urząd prezydenta Ukrainy 23 stycznia 2005. Poparcie dla niego było wysokie na początku kadencji, ale później zaczęło się zmniejszać i w badaniach z czerwca 2009 wynosiło 5,7%.

### Działalność od 2010

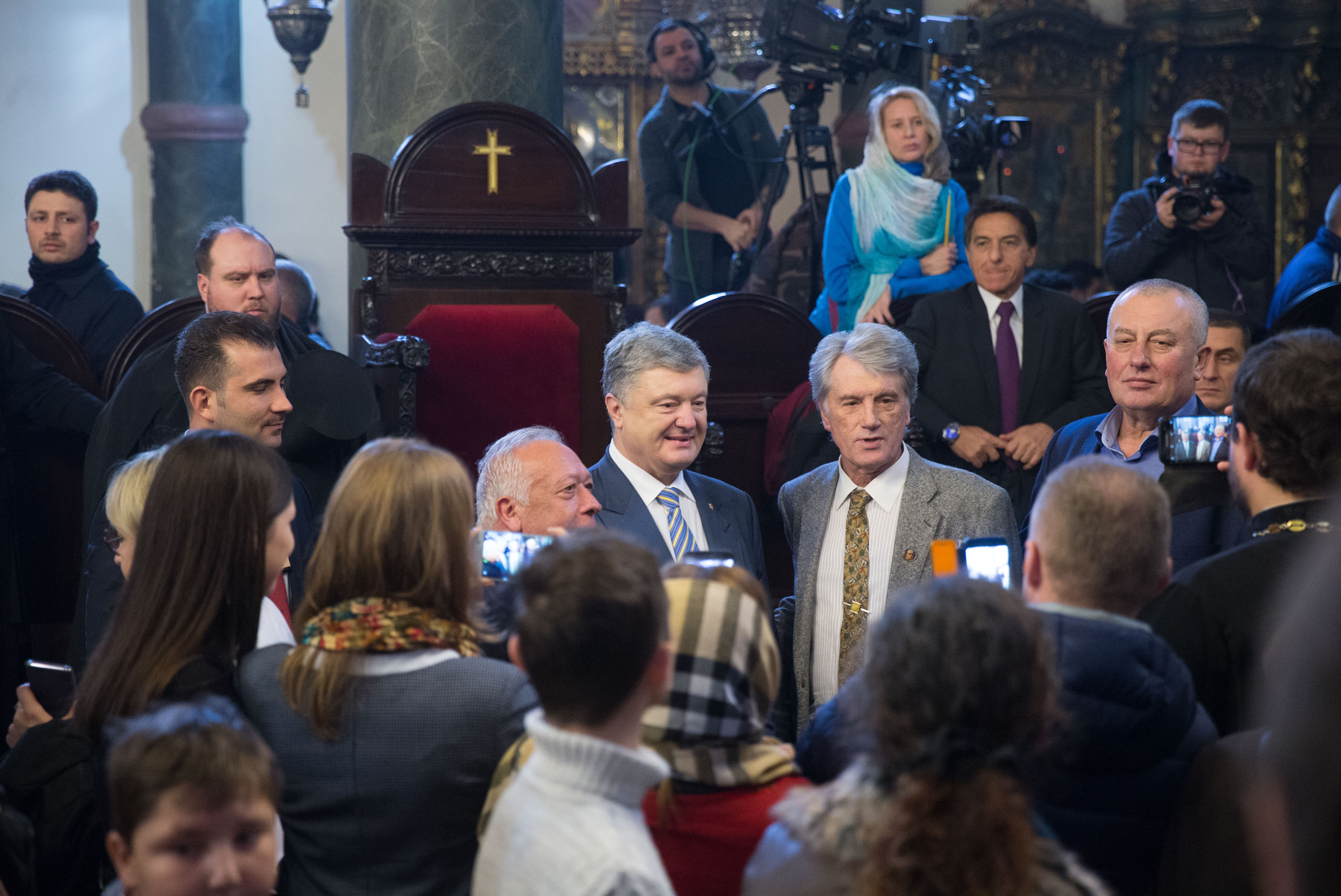
Petro Poroszenko i Wiktor Juszczenko (2019)

W wyborach prezydenckich w styczniu 2010 zdobył 5,45% głosów poparcia i nie przeszedł do drugiej tury, zajmując piąte miejsce. W wyborach parlamentarnych w 2012 stanął na czele listy wyborczej Naszej Ukrainy, która nie przekroczyła wyborczego progu (lista uzyskała około 1% głosów).

## Stosunek do OUN i UPA
W sierpniu 2004 kierowany przez niego Blok Nasza Ukraina był współorganizatorem (razem z Blokiem Julii Tymoszenko) akcji pod hasłem: „Wołyń – ukraińska ziemia; OUN i UPA – nasi bohaterowie”. Pikietowano m.in. pod polską ambasadą. Uczestnicy protestów domagali się, aby prezydent nie przepraszał Polaków za rzeź wołyńską.
Po wygranych wyborach w 2005 prezydent Wiktor Juszczenko promował działalność państwowych instytutów mających prowadzić politykę historyczną (zwaną skrótowo „OUN-UPA-Hołodomor”), w tym gloryfikować działalność organizacji uznawanych przez część badaczy za faszystowskie i winne zbrodni ludobójstwa: OUN i UPA.
12 sierpnia 2006 podczas odbywającego się zjazdu Organizacji Ukraińskich Nacjonalistów Wiktor Juszczenko napisał: OUN zawsze była na czele walk o umocnienie idei narodowej (…). OUN przeszła surową praktykę walk w dwudziestych i trzydziestych latach XX stulecia (z Polakami), w burzliwe lata II wojny światowej. Wasze unikalne doświadczenie i umiejętności łączenia twardej postawy narodowej z giętkim konstruktywizmem dziś nie traci na aktualności (…). Dlatego OUN może być chwalebnym przykładem dla wielu politycznych i społecznych sił Ukrainy. Jestem przekonany że Wasza organizacja nadal pozostanie jednym z kamieni węgielnych budowy Państwa Ukraińskiego (…). Sława Ukrainie (…). 18 sierpnia 2006 w czasie obecności na Światowym Kongresie Ukraińców udekorował Jurija Szuchewycza (syna Romana Szuchewycza, dowódcy UPA) i Stepana Chmarę orderami państwowymi i nadał im tytuły Bohaterów Ukrainy, pomimo że parlament ukraiński nie uchwalił ustawy przedłożonej przez poprzedni rząd o nadaniu działaczom OUN i partyzantom UPA praw kombatanckich. 14 października 2006 w 64. rocznicę powstania UPA podpisał dekret uznający Ukraińską Powstańczą Armię za ruch wyzwoleńczy.
W styczniu 2010 pod koniec swojej kadencji nadał Stepanowi Banderze tytuł Bohatera Ukrainy (za niezłomny duch w służbie idei narodowej, bohaterstwo i poświęcenie w walce o niezależne państwo ukraińskie). 29 stycznia 2010 wydał dekret o uznaniu UPA i OUN za uczestników walk o niepodległość Ukrainy. 

## Odznaczenia i nagrody
- Order „Za Zasługi” III klasy (1996, Ukraina)
- Order Orła Białego (2005, Polska)[9]
- Krzyż Wielki Orderu Odrodzenia Polski (2009, Polska)[10]
- Order Białej Róży (2006, Finlandia)
- Wielki Krzyż ze Złotym Łańcuchem Orderu Witolda Wielkiego (2006, Litwa)
- Krzyż Wielki Orderu Trzech Gwiazd (2006, Łotwa)
- Wielki Order Króla Tomisława (2007, Chorwacja)[11]
- Order Heydəra Əliyeva (2008, Azerbejdżan)
- Order Królewski Serafinów (2008, Szwecja)
- Krzyż Wielki z Łańcuchem Orderu Zasługi Republiki Węgierskiej (2008, Węgry)
- Order Złotego Runa (2009, Gruzja)
- Order Zwycięstwa Świętego Jerzego (2009, Gruzja)[12]
- Prezydencki Order Doskonałości (2011, Gruzja)[12]
- Człowiek Roku tygodnika „Wprost” (2004, jako drugi cudzoziemiec)
- Tytuł doktora honoris causa Uniwersytetu Marii Curie-Skłodowskiej (2000)[13]
- Tytuł doktora honoris causa Katolickiego Uniwersytetu Lubelskiego Jana Pawła II (2009)[14].
- Tytuł „Człowieka Roku” 1999 Forum Ekonomicznego[15]